# Trick or Treat
Trick or Treat (conocida en España como Muerte a 33 R.P.M.) es una película estadounidense de 1986, protagonizada por Marc Price, Tony Fields y Lisa Orgolini, con apariciones estelares de los músicos de rock Gene Simmons (de la banda Kiss) y Ozzy Osbourne (de Black Sabbath). Es el debut como director del actor Charles Martin Smith.

## Sinopsis
El joven estudiante Eddie Weinbauer es un fanático de la música rock, pero especialmente del cantante y guitarrista Sammy Curr, su héroe, fallecido en un incendio. Sin embargo, el fantasma del mismo Curr consigue pactar en el inframundo y regresa para asesinar cruelmente a todo el que se cruce en su camino, dejando a Eddie la difícil misión de acabar con la aparición.

## Lanzamiento
La película fue lanzada en los teatros de Estados Unidos por De Laurentiis Entertainment Group en octubre de 1986. Fue publicada en formato VHS al año siguiente.

## Reparto
| Actor                | Personaje                |
| -------------------- | ------------------------ |
| Marc Price           | Eddie Weinbauer          |
| Tony Fields          | Sammy Curr               |
| Lisa Orgolini        | Leslie Graham            |
| Doug Savant          | Tim Hainey               |
| Elaine Joyce         | Angie Weinbauer          |
| Glen Morgan          | Roger Mockus             |
| Gene Simmons         | Nuke                     |
| Ozzy Osbourne        | Reverendo Aaron Gilstrom |
| Alice Nunn           | Sra. Sylvia Cavell       |
| Charles Martin Smith | Sr. Wimbley              |